# Lac Brateș
 (mai 2023).
Le lac Brateș est l'un des plus grands lacs de Roumanie, situé au sud de la région de Moldavie, dans la zone de confluence de la rivière Prut avec le Danube. Il avait une superficie initiale de 7 420 ha, mais après une série de travaux agrotechniques réalisés en 1948, sa superficie a été réduite à 2 400 ha. Le lac a une profondeur moyenne de 1,5 m. C'est une grande ferme piscicole et une importante attraction touristique dans le județ de Galați.